# Kasberg (Hammarland, Åland)
Kasberg är en kulle i Åland (Finland). Den ligger i den sydvästra delen av landskapet, 14 km nordväst om huvudstaden Mariehamn. Toppen på Kasberg är 54 meter över havet, eller 17 meter över den omgivande terrängen. Bredden vid basen är 1,00 km.
Terrängen runt Kasberg är platt. Havet är nära Kasberg åt sydväst. Närmaste större samhälle är Jomala, 13,0 km öster om Kasberg. 